# Harry Babcock
Harold Stoddard „Harry“ Babcock (ur. 15 grudnia 1890 w Pelham Manor, w stanie Nowy Jork, zm. 15 czerwca 1965 w Norwalk, w Connecticut) – amerykański lekkoatleta, skoczek o tyczce, mistrz olimpijski ze Sztokholmu z 1912.
Początkowo startował w skoku w dal, zajmując 3. miejsce na akademickich mistrzostwach Stanów Zjednoczonych (IC4A) w 1909, ale potem skoncentrował się na skoku o tyczce. Został mistrzem Stanów Zjednoczonych (AAU) w 1910 i 1912, a w 1911 miał najlepszy wynik na świecie (3,86 m). Babcock był również mistrzem USA (AAU) w skoku o tyczce na odległość w 1909 i 1911.
Podczas amerykańskich kwalifikacji przedolimpijskich w 1912 Marc Wright ustanowił pierwszy oficjalny rekord świata skokiem na wysokość 4,02 m. Jednak podczas igrzysk olimpijskich w Sztokholmie Wright uzyskał tylko 3,85 m (co dało mu srebrny medal), zaś Babcock pokonał jako jedyny 3,89 m, a potem 3,95 m, co było rekordem olimpijskim.

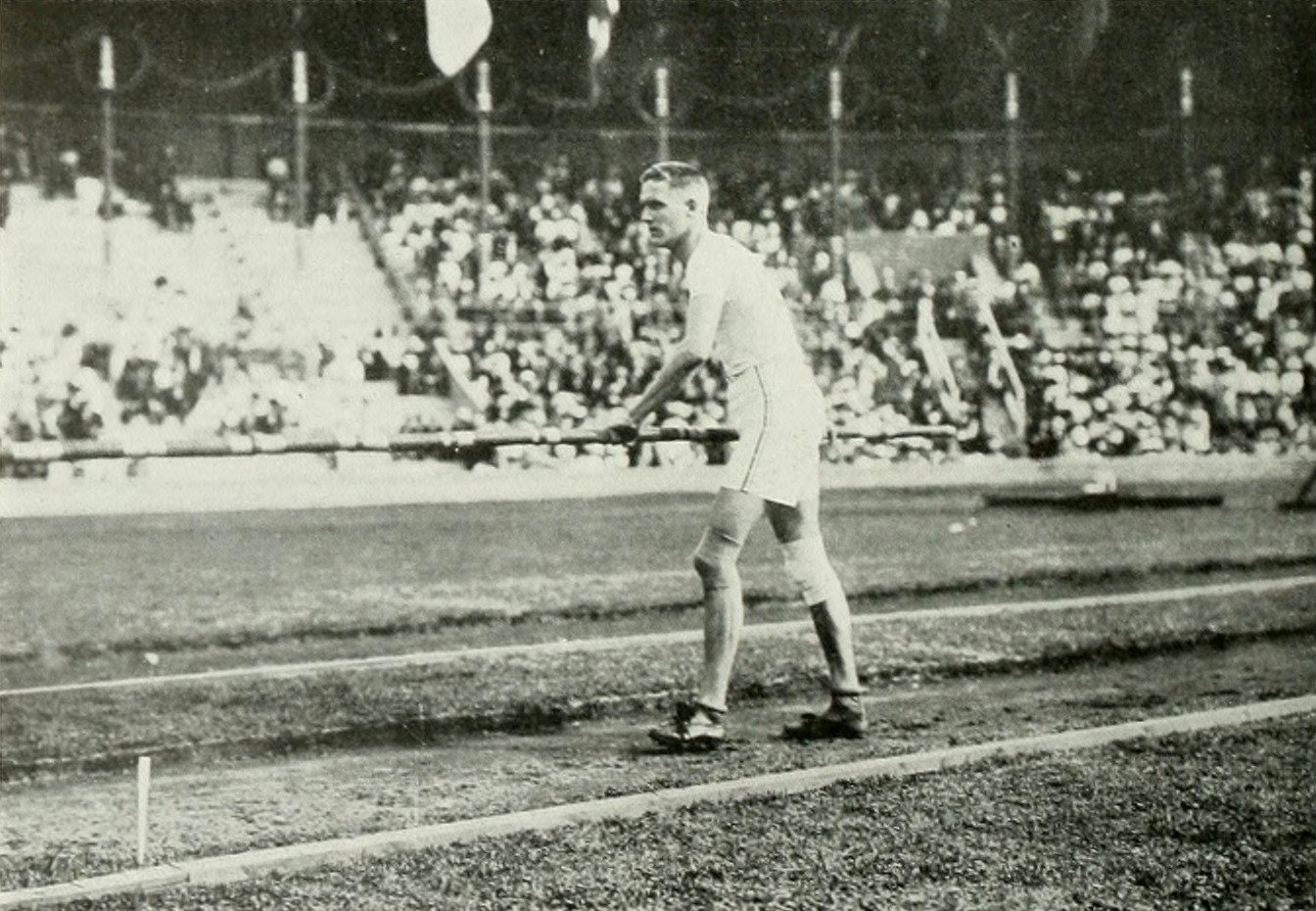
Babcock podczas igrzysk olimpijskich w 1912

Na tych samych igrzyskach startował w dziesięcioboju, ale nie ukończył konkurencji.
Babcock ukończył studia na Uniwersytecie Columbia w 1912 z dyplomem inżyniera, ale pracował jako handlowiec w spółce zajmującej się obrotem drewnem w Irvington w stanie Nowy Jork.